# Maco (Davao de Oro)
Maco is een gemeente in de Filipijnse provincie Davao de Oro op het eiland Mindanao. Bij de laatste census in 2007 had de gemeente bijna 71 duizend inwoners.

## Geografie

### Bestuurlijke indeling
Maco is onderverdeeld in de volgende 37 barangays:
| - Anibongan - Anislagan - Binuangan - Bucana - Calabcab - Concepcion - Dumlan - Elizalde - Gubatan - Hijo - Kinuban - Langgam - Lapu-lapu | - Libay-libay - Limbo - Lumatab - Magangit - Mainit - Malamodao - Manipongol - Mapaang - Masara - New Asturias - New Barili - New Leyte | - New Visayas - Panangan - Pangi - Panibasan - Panoraon - Poblacion - San Juan - San Roque - Sangab - Tagbaros - Taglawig - Teresa |

## Demografie
Maco had bij de census van 2007 een inwoneraantal van 70.906 mensen. Dit zijn 5.725 mensen (8,8%) meer dan bij de vorige census van 2000. De gemiddelde jaarlijkse groei komt daarmee uit op 1,17%, hetgeen lager is dan het landelijk jaarlijks gemiddelde over deze periode (2,04%). Vergeleken met de census van 1995 is het aantal mensen met 12.297 (21,0%) toegenomen.

De bevolkingsdichtheid van Maco was ten tijde van de laatste census, met 70.906 inwoners op 342,23 km², 207,2 mensen per km².